# 11498 Julgeerts
11498 Julgeerts è un asteroide della fascia principale. Scoperto nel 1989, presenta un'orbita caratterizzata da un semiasse maggiore pari a 2,7554101 UA e da un'eccentricità di 0,1531927, inclinata di 2,34598° rispetto all'eclittica.